# Luke Walter Jr.
Pour les articles homonymes, voir Walter.
Luke Walter Jr. (né le 22 novembre 1947 - et décédé à New York, le 18 juin 1996) était le pseudonyme de Luk Renneboog, un chanteur et musicien belge de blues.
Il était le fondateur et leader du groupe Blue Blot. En 1993 il est atteint de leucémie. Durant deux périodes de santé relative, il finit le travail sur un album de Blue Blot et un album solo. La maladie a finalement raison de lui le 18 juin 1996 à New York.

## Discographie
avec Blue Blot:
- Shopping for love (1987)
- Bridge to your heart (1991)
- Where do we go (1992)
- Live (1993)
- Yo yo man (1994)
- Blue Blot (1996) - Luke Walter Jr. n'est pourtant pas nommé dans le booklet du CD ni comme compositeur d'un morceau
- Blunk (2000)

en Solo
- Back to normal (1996).